# 蘇萊曼-斯塔利斯基區

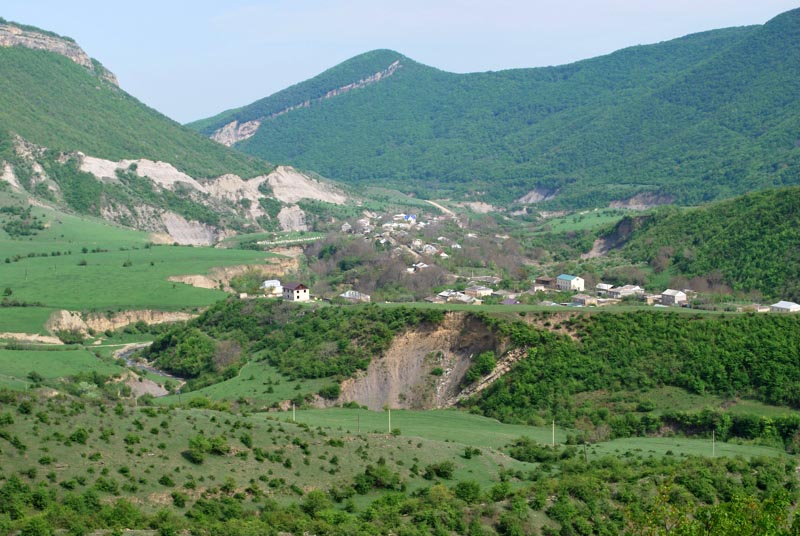

41°40′N 48°08′E / 41.667°N 48.133°E
蘇萊曼-斯塔利斯基區（俄语：Сулейман-Стальский район），是俄羅斯的一個區，位於該國西南部，由達吉斯坦共和國負責管轄，面積666.3平方公里，2010年時人口為58,835人。